# Chronique de Goustynia
La Chronique de Goustynya est une des chroniques locales de Russie. 

## Rédaction
La rédaction de la chronique est effectuée au monastère de la Sainte-Trinité de Goustynia, près du village de Prylouky, dans la région de Tchernigov, en Ukraine, en vieux russe, proche de celui qui était parlé dans la Russie ancienne.
L'original n'a pas été conservé ; son attribution reste incertaine et la date de la rédaction demeure indéterminée, mais est à coup sûr tardive (XVIIe siècle) par rapport à l'ensemble de la production des chronique. À Erchov, un des spécialistes des chroniques russes estime qu'elle a été rédigée entre 1623 et 1627 par l'ecclésiastique et homme de culture Zakharia Kopystenski. En 1670, le manuscrit est copié par le hiéromoine de Goustynia Mikhaïl Lossitski. Dans l'avant-propos, le copiste du monastère de Goustynia souligne l'importance pour l'homme des traditions historiques de son peuple et encourage la diffusion des connaissances historiques. 
Elle tient sa place parmi les chroniques célèbres du XVIIe siècle avec la Chronique de Mgar et la Chronique des Archives.

## Contenu
La première partie contient de fortes correspondances avec la Chronique d'Ipatiev, tandis que la seconde partie, qui couvre les événements de 1300 à 1597, se démarque par sa brièveté.
Elle diffère des autres chroniques russes par son sens critique et par son aspect généraliste, tentant une synthèse entre sources profanes et religieuses. C'est cette chronique qui fournit le plus grand nombre de détails sur les pratiques païennes des Slaves.
La Chronique couvre l'histoire russe depuis la Rus' de Kiev jusqu'en 1597 inclusivement et porte le nom Kroyniki. L'auteur a utilisé des chroniques russes, polonaises, lituaniennes, byzantines et d'autres sources qu'il avait à sa disposition, en faisant référence à celles qu'il utilisait. Elle résume pour l'essentiel plusieurs chroniques polonaises rédigées par Kromer et Mathias Strykowski (1582). Elle dresse ainsi une fresque historique sur le monde médiéval slave, que ce soit en Ukraine, dans le grand-duché de Lituanie, en Pologne et Turquie, mentionnant les raids des Tatars de Crimée sur les terres russes.
La Chronique de Goustynia se clôt sur trois sections distinctes :
- Sur l'origine des Cosaques ;
- Sur l'introduction du nouveau calendrier ;
- Vers le commencement de l'Union. Cette dernière section est une dénonciation violente du rapprochement de l'Ukraine avec le catholicisme romain et la Pologne au moment de l'Union de Brest de 1596.

## Sources
- KLIMENKO Michael, Ausbreitung des Christentums in Russland seit Vladimir dem Heiligen bis zum 17. Jahrhundert: Versuch einer Übersicht nach russischen Quellen, Berlin & Hambourg, Lutherisches Verlagshaus, 1969